# Gråbrunt lavfly
Gråbrunt lavfly, Bryophila ravula är en fjärilsart som först beskrevs av Jacob Hübner 1813. Enligt Dyntaxa ingår Gråbrunt lavfly i släktet Bryophila men enligt Catalogue of Life är tillhörigheten istället släktet Cryphia. Enligt båda källorna tillhör parallellinjerad fältmätare familjen nattflyn, Noctuidae. Arten förekommer tillfälligt i Sverige, men reproducerar sig inte. En underart finns listad i Catalogue of Life, Cryphia ravula ereptriculoides Boursin, 1952.